# Carl Ludwig von Varo
Carl Ludwig von Varo Baron du Magny et du Merveaux (* 22. Oktober 1792 in Krefeld; † 14. September 1876 in Haus Caen) war ein deutscher Rittergutsbesitzer und Politiker.

## Familie
Von Varo war der Sohn von Franz Honoré Adrian von Varo Baron du Magny et du Merveaux (* 29. November 1754; † 14. September 1876 in Haus Caen) und dessen Ehefrau Maria Theresia Gräfin von Bylandt Freiin von Melden, Neukerke und Rheyd († 13. März 1832 in Straelen). Von Varo war katholisch und heiratete am 4. September 1818 Johanna (Jeanette) Franziska Theodora Felizitas Alexandrina zu Diepenbend Freiin von Broë (* 20. Juli 1792 in Auel?; † 15. Januar 1831 in Straelen). Nach dem Tod der ersten Ehefrau heiratete er am 18. September 1833 in zweiter Ehe Josephine Cäcilie Philippine von Cabanes (* 12. Oktober 1805 in Wachtendonk; † 13. Mai 1854 in Haus Caen). Die preußische Bestätigung des Titels Baron datiert vom 6. März 1834. Mit Carl Ludwigs Tod 1876 starben die Grafen von Varo im Mannesstamm aus. Universalerbe wurde Rudolf Geyr von Schweppenburg.

## Leben
Von Varo studierte in Köln. Vom 5. Februar 1814 bis 1826 war er Sekondeleutnant beim w. Rheinischen Landwehr Kavallerieregiment, später im 2. Aufgebot des 3. Bataillons 17. Landwehrregiment (Geldern). Er nahm am Feldzug 1814 und an der Blockade von Wesel und Venlo im Clevischen Kavallerieregiment teil. Im April 1814 war er Mitglied der Landesdeputation in Aachen. Zwischen 1822 und 1847 amtierte er als Bürgermeister von Straelen. Von 1825 bis 1853 war er erster Kreisdeputierter des Kreises Geldern. Von 1826 bis 1828 war er stellvertretendes Mitglied, von 1830 bis 1837 (1841 war er verhindert) und 1861 bis 1862 (1864 und 1865 war er verhindert) im Provinziallandtag der Rheinprovinz für den Stand der Ritterschaft in den Regierungsbezirken Aachen/Düsseldorf.
Er lebte als Rittergutsbesitzer in Haus Caen, dass er 1817 von seinem Onkel erbte. Zu seiner Zeit wurde in den Jahren um 1830 bis 1840 unter der Leitung des königlichen Gartenbaudirektors Maximilian Friedrich Weyhe der umliegende Park im englischen Landschaftsstil angelegt. Zwischen 1820 und 1830 ließ er durch Gartendirektor Maximilian Friedrich Weyhe einen großen Landschaftspark anlegen. Die dortige „Baumgruppen westlich von Haus Caen“ steht als Naturdenkmal unter Schutz. Daneben war er Besitzer der Güter Haus Holtheyde und Haus Vlassrath.
Von Varo wurde mit dem Roten Adlerorden 3. Klasse, dem Kronen-Orden 3. Klasse und der Erinnerungsdenkmünze von 1863 ausgezeichnet.